# Seongjong (Joseon)
Seongjong (koreanisch: 성종) (* 20. August 1457, Joseon; † 20. Januar 1494 ebenda) war während seiner Regierungszeit von 1469 bis 1494 der 9. König der Joseon-Dynastie (조선 왕조) (1392–1910) in Korea.

## Leben
König Seongjong, als Kronprinz Jalsan-daegun Hyeol (잘산대군 혈) genannt, war Sohn des Kronprinzen Deokjong (덕종) (1438–1457). Dessen jüngerer Bruder war König Yejong (예종) und Seongjong folgte ihm auf den Thron nach dessen Tod im Jahr 1469. Seongjong war erst 13 Jahre alt und wurde für sieben Jahre nach seiner Thronbesteigung von seiner Großmutter Königin Jeonghui (정희) und von den Ministern des Hofes beraten und vertreten.
In seinem zweiten Regierungsjahr verkündete König Seongjong den Gyeongguk Taejeon, der die administrative Struktur des Königreiches von Joseon jener Tage beschrieb. Auch war die Förderung des Wissens, das seit der Regierungszeit von König Sejong (세종) (1418–1450) eine große Bedeutung im Staate erlangte, ein Anliegen von Seongjong und er setzte dies fort. Viele Bücher wurden in dieser Zeit mit Unterstützung der Regierung und aus konfuzianischer Perspektive geschrieben und publiziert. Sie gaben der Regierung Orientierung und halfen der noch jungen Dynastie bei der Formung der koreanischen Gesellschaft. Auch setzte Seongjong die Politik der Eingrenzung des Buddhismus seit König Taejo (태조) fort und verfügte einen Bann auf die buddhistischen Klöster, denen er verbot, weitere Novizen in ihren Tempeln aufzunehmen.
König Seongjong schuf in seiner Regierungszeit mit den Samsa (삼사) (drei Palast Organisationen) drei einflussreiche Stellen, die einerseits verantwortlich dafür waren, dass Übergriffe auf die politischen und administrativen Obrigkeiten des Landes unterbunden wurden und andererseits auch Korruption und Fehlverhalten dieser Obrigkeiten durch Überwachung verhindert werden sollte. Dies galt auch für Proteste, die gegen die Monarchie gerichtet waren.

## Grabmal des Königs
König Seongjong wurde nach seinem Tod auf dem königlichen Friedhof Seolleung (설릉) beerdigt, der heute inmitten der Metropole Seoul liegt. Seine Frau Königin Jeonghyeon (정현) (1462–1530) fand ebenfalls dort ihre letzte Ruhestätte.